# Campeón de Campeones de la Segunda División de México
El Campeón de Campeones de la Segunda División de México es un torneo de fútbol que se disputa entre clubes mexicanos que se inició en 1952. Hasta 1996 enfrentaba a aquellos equipos que resultaran Campeones de Liga y Campeones de Copa. A partir de 1997 se enfrentan los dos campeones de los torneos cortos del ciclo futbolístico anual (Apertura y Clausura).

## Historia
Con la creación de la Copa de la Segunda División de México; La federación mexicana de fútbol decide crear el campeón de campeones de la segunda división, el cual en sus primeras temporadas solía enfrentar al campeón de liga contra el campeón de copa, aquél que ganará ambos torneos se denominaba campeonisimo, con la instauración de torneos cortos el campeón de campeones se disputó entre el campeón del torneo Apertura y el torneo clausura, de esta manera sufriendo el mismo cambio que elCampeón de Campeones de primera división.
Para el torneo Apertura 2008, la Federación Mexicana de Fútbol con la aprobación de los presidentes de los equipos, tanto de Segunda como de Tercera División, decidió modificar el formato, repartiendo el campeón de campeones en dos divisiones, la Liga Premier de Ascenso y la Liga de Nuevos Talentos. A partir de ese momento la competición enfrenta a los ganadores de los torneos Apertura y Clausura de las respectivas categorías, por lo que cada temporada hay dos equipos ganadores del trofeo, uno en la ahora llamada Serie A y otro en la Serie B.
Entre los años 2018 y 2021, además de la temporada 2023-24, no se disputó este trofeo, ya que durante esos periodos la liga fue disputada en un formato de torneo largo.

## Sistema de competencia
Los clubes triunfadores del torneo Apertura y Clausura podrán disputar el título de Campeón de Campeones de la Segunda División de México.
Dicho título se disputará a un solo partido, de 90 minutos, y en caso de empate se realizará una serie de tiros penales, de conformidad con lo dispuesto en el reglamento, hasta obtener un ganador.
La Segunda División de México establecerá la fecha, hora y lugar del encuentro, lo cual será informado a los Clubes participantes con la debida antelación al evento.
La Comisión Disciplinaria de la FMF, será el órgano facultado para sancionar cualquier violación al presente ordenamiento, conforme al reglamento de Sanciones, y las demás disposiciones que resultara aplicables.
Debido al momento en que se celebra el partido de Campeón de Campeones, las sanciones deportivas y/o económicas impuestas por las faltas cometidas por los jugadores e integrantes del cuerpo técnico de los clubes participantes, deberán cumplirse en el primer partido de la Temporada siguiente.

## Historial
| Temporada | Campeón                             | Global                              | Subcampeón                          | Notas                          |
| --------- | ----------------------------------- | ----------------------------------- | ----------------------------------- | ------------------------------ |
| 1952-1953 | Toluca                              | 1-0                                 | Irapuato                            |                                |
| 1953-1954 | Irapuato fue declarado Campeonísimo | Irapuato fue declarado Campeonísimo | Irapuato fue declarado Campeonísimo | El equipo ganó la liga y copa. |
| 1954-1955 | Laguna                              | 2-1                                 | Atlas                               |                                |
| 1955-1956 | Morelia                             | 1-0                                 | Monterrey                           |                                |
| 1956-1957 | Zamora                              | 7-2                                 | San Sebastián                       |                                |
| 1957-1958 | Nacional                            | 5-3                                 | Celaya FC                           |                                |
| 1958-1959 | Tampico Madero                      | 4-0                                 | Poza Rica                           |                                |
| 1959-1960 | Monterrey                           | 1-0                                 | Texcoco FC                          |                                |
| 1960-1961 | Poza Rica                           | 4-2                                 | Nacional                            |                                |
| 1961-1962 | Ciudad Madero                       | 1-1 (2-1)P                          | Universidad Nacional                |                                |
| 1962-1963 | Zacatepec                           | 2-1                                 | Poza Rica                           |                                |
| 1963-1964 | No se disputó                       | No se disputó                       | No se disputó                       | No se disputó                  |
| 1964-1965 | Ciudad Madero                       | 0-0 (5-3)P                          | Poza Rica                           |                                |
| 1965-1966 | Nuevo León                          | 4-2                                 | Pachuca                             |                                |
| 1966-1967 | Zacatepec                           | 7-4                                 | Pachuca                             |                                |
| 1967-1968 | Poza Rica                           | 2-1                                 | Laguna                              |                                |
| 1968-1969 | Torreón fue declarado campeonísimo  | Torreón fue declarado campeonísimo  | Torreón fue declarado campeonísimo  | El equipo ganó la liga y copa. |
| 1969-1970 | Zamora                              | 1-0                                 | Zacatepec                           |                                |
| México 70 | No se disputó                       | No se disputó                       | No se disputó                       | No se disputó                  |
| 1970-1971 | Union de Curtidores                 | 2-2 (4-3)P                          | San Luis                            |                                |
| 1971-1972 | Atlas                               | 3-1                                 | Naucalpan                           |                                |
| 1972-1995 | No se disputó                       | No se disputó                       | No se disputó                       | No se disputó                  |
| 1995-1996 | Tigrillos UANL                      | 5-4                                 | Chivas Rayadas                      |                                |

- En solo 2 ocasiones el torneo fue cancelado debido al bicampeonato de Irapuato Y Torreón
- A partir de la temporada 1996-1997 y con la instauración de torneos cortos el campeón de campeones fue adaptado para definir al club que ascendería a Primera división A. Ahora conocida como Liga de Expansión MX.
- A partir de 2008-09 se comenzó a disputar el Campeón de Campeones de Serie B debido a la división de la Segunda División entre la Liga Premier y Liga de Nuevos Talentos.

### Campeón de campeones por torneos cortos
| Temporada | Campeón                                        | Global                                         | Subcampeón                                     | Notas                                 | Campeón Serie B                         | Global                                  | Subcampeón Serie B                      | Notas                                 |
| --------- | ---------------------------------------------- | ---------------------------------------------- | ---------------------------------------------- | ------------------------------------- | --------------------------------------- | --------------------------------------- | --------------------------------------- | ------------------------------------- |
| 1997-1998 | Gallos Aguascalientes                          | 2-1                                            | Zitácuaro                                      |                                       |                                         |                                         |                                         | No existía dicha división.            |
| 1998-1999 | Durango fue declarado bicampeón                | Durango fue declarado bicampeón                | Durango fue declarado bicampeón                | El equipo ganó ambos torneos de liga. |                                         |                                         |                                         | No existía dicha división.            |
| 1999-2000 | Marte                                          | 2-0                                            | Cuautitlán                                     |                                       |                                         |                                         |                                         | No existía dicha división.            |
| 2000-2001 | Águilas Tamaulipas                             | 3-0                                            | Zitácuaro                                      |                                       |                                         |                                         |                                         | No existía dicha división.            |
| 2001-2002 | Cihuatlán                                      | 2-0                                            | Astros                                         |                                       |                                         |                                         |                                         | No existía dicha división.            |
| 2002-2003 | Coatzacoalcos                                  | 2-2 (4-2)P                                     | Deportivo Tepic                                |                                       |                                         |                                         |                                         | No existía dicha división.            |
| 2003-2004 | Pachuca Juniors                                | 3-1                                            | Lobos BUAP                                     |                                       |                                         |                                         |                                         | No existía dicha división.            |
| 2004-2005 | Académicos de Atlas fue declarado bicampeón    | Académicos de Atlas fue declarado bicampeón    | Académicos de Atlas fue declarado bicampeón    | El equipo ganó ambos torneos de liga. |                                         |                                         |                                         | No existía dicha división.            |
| 2005-2006 | Pegaso Anáhuac                                 | 3-1                                            | Coatzacoalcos "B"                              |                                       |                                         |                                         |                                         | No existía dicha división.            |
| 2006-2007 | Pachuca Juniors                                | 5-2                                            | Cruz Azul Jasso                                |                                       |                                         |                                         |                                         | No existía dicha división.            |
| 2007-2008 | Pachuca Juniors                                | 6-1                                            | Universidad Del Futbol                         |                                       |                                         |                                         |                                         | No existía dicha división.            |
| 2008-2009 | Merida "B" FC                                  | 3-2                                            | Universidad Del Futbol                         |                                       | América Coapa                           | 0-0(9-8)P                               | Universidad Autónoma de Hidalgo         |                                       |
| 2009-2010 | Universidad Del Futbol fue declarado bicampeón | Universidad Del Futbol fue declarado bicampeón | Universidad Del Futbol fue declarado bicampeón | El equipo ganó ambos torneos de liga. | Universidad Autónoma de Tamaulipas "B"  | 2-0                                     | Universidad Autónoma de Hidalgo         |                                       |
| 2010-2011 | Celaya                                         | 4-3                                            | Chivas Rayadas                                 |                                       | Cachorros de León                       | 6-3                                     | Cachorros UANL                          |                                       |
| 2011-2012 | Tulancingo fue declarado bicampeón             | Tulancingo fue declarado bicampeón             | Tulancingo fue declarado bicampeón             | El equipo ganó ambos torneos de liga. | Académicos de Atlas                     | 4-2                                     | Estudiantes Tecos                       |                                       |
| 2012-2013 | Ballenas Galeanas                              | 5-3                                            | Murciélagos                                    |                                       | Académicos de Atlas                     | 4-2                                     | Durango                                 |                                       |
| 2013-2014 | Atlético Coatzacoalcos                         | 4-3                                            | Linces de Tlaxcala                             |                                       | Pioneros de Cancún                      | 2-1                                     | Selva Cañera                            |                                       |
| 2014-2015 | Universidad de Colima                          | 3-1                                            | Universidad del Estado de México               |                                       | Mineros de Fresnillo                    | 3-3 (4-3)P                              | Sahuayo                                 |                                       |
| 2015-2016 | Universidad del Estado de México               | 1-0                                            | Tampico Madero                                 |                                       | Real Zamora                             | 7-1                                     | Universidad Autónoma de Tamaulipas "B"  |                                       |
| 2016-2017 | Tlaxcala fue declarado bicampeón               | Tlaxcala fue declarado bicampeón               | Tlaxcala fue declarado bicampeón               | El equipo ganó ambos torneos de liga. | Yalmakan                                | 2-1                                     | Universidad Autónoma de Tamaulipas "B"  |                                       |
| 2017-2018 | Tepatitlán                                     | 2-2(4-3)P                                      | Universidad de Colima                          |                                       | Yalmakan                                | 3-1                                     | Orizaba                                 |                                       |
| 2018-2019 | No se disputó                                  | No se disputó                                  | No se disputó                                  | No se disputó                         | No se disputó                           | No se disputó                           | No se disputó                           | No se disputó                         |
| 2019-2020 | No se disputó                                  | No se disputó                                  | No se disputó                                  | No se disputó                         | No se disputó                           | No se disputó                           | No se disputó                           | No se disputó                         |
| 2020-2021 | No se disputó                                  | No se disputó                                  | No se disputó                                  | No se disputó                         | No se disputó                           | No se disputó                           | No se disputó                           | No se disputó                         |
| 2021-2022 | Durango                                        | 5-2                                            | Mazorqueros                                    |                                       | Aguacateros CDU fue declarado bicampeón | Aguacateros CDU fue declarado bicampeón | Aguacateros CDU fue declarado bicampeón | El equipo ganó ambos torneos de liga. |
| 2022-2023 | Tampico Madero                                 | 1-0                                            | Universidad de Zacatecas                       |                                       | Alebrijes "B"                           | 4-4 (3-2)P                              | Club Calor                              |                                       |
| 2023-2024 | No se disputó                                  | No se disputó                                  | No se disputó                                  | No se disputó                         | No se disputó                           | No se disputó                           | No se disputó                           | No se disputó                         |
| 2024-2025 | Aguacateros de Peribán                         | 2-2(5-3)P                                      | Irapuato                                       |                                       | Santiago fue declarado bicampeón        | Santiago fue declarado bicampeón        | Santiago fue declarado bicampeón        | El equipo ganó ambos torneos de liga. |

## Palmarés
| Equipo                           | Campeonatos | Subcampeonatos |
| -------------------------------- | ----------- | -------------- |
| Pachuca Juniors                  | 3           | 0              |
| Poza Rica                        | 2           | 3              |
| Zacatepec                        | 2           | 1              |
| Tampico Madero                   | 2           | 1              |
| Durango                          | 2           | 0              |
| Zamora                           | 2           | 0              |
| Ciudad Madero                    | 2           | 0              |
| Universidad del Futbol           | 1           | 2              |
| Irapuato                         | 1           | 2              |
| Laguna                           | 1           | 1              |
| Atlas                            | 1           | 1              |
| Monterrey                        | 1           | 1              |
| Universidad de Colima            | 1           | 1              |
| Celaya                           | 1           | 1              |
| Universidad del Estado de México | 1           | 1              |
| Torreón                          | 1           | 0              |
| Toluca                           | 1           | 0              |
| Morelia                          | 1           | 0              |
| Nacional                         | 1           | 0              |
| Nuevo León                       | 1           | 0              |
| Union de Curtidores              | 1           | 0              |
| Tigrillos UANL                   | 1           | 0              |
| Gallos de Aguascalientes         | 1           | 0              |
| Marte                            | 1           | 0              |
| Águilas de Tamaulipas            | 1           | 0              |
| Cihuatlán                        | 1           | 0              |
| Coatzacoalcos                    | 1           | 0              |
| Académicos de Atlas              | 1           | 0              |
| Pegaso Anáhuac                   | 1           | 0              |
| Merida "B"                       | 1           | 0              |
| Tulancingo                       | 1           | 0              |
| Ballenas Galeanas                | 1           | 0              |
| Atlético Coatzacoalcos           | 1           | 0              |
| Tlaxcala                         | 1           | 0              |
| Tepatitlán                       | 1           | 0              |
| Aguacateros de Peribán           | 1           | 0              |
| Chivas Rayadas                   | 0           | 2              |
| Zitácuaro                        | 0           | 2              |
| Cuautitlán                       | 0           | 1              |
| Pachuca                          | 0           | 1              |
| Astros                           | 0           | 1              |
| Deportivo Tepic                  | 0           | 1              |
| Lobos BUAP                       | 0           | 1              |
| Coatzacoalcos "B"                | 0           | 1              |
| Cruz Azul Jasso                  | 0           | 1              |
| Murciélagos                      | 0           | 1              |
| Linces de Tlaxcala               | 0           | 1              |
| Mazorqueros                      | 0           | 1              |
| Universidad de Zacatecas         | 0           | 1              |
| San Sebastián                    | 0           | 1              |
| Texcoco                          | 0           | 1              |
| Universidad Nacional             | 0           | 1              |
| San Luis                         | 0           | 1              |
| Naucalpan                        | 0           | 1              |

## Palmarés Serie B
| Equipo                          | Campeonatos | Subcampeonatos |
| ------------------------------- | ----------- | -------------- |
| Académicos de Atlas             | 2           | 0              |
| Yalmakan                        | 2           | 0              |
| UAT "B"                         | 1           | 2              |
| América Coapa                   | 1           | 0              |
| Cachorros de León               | 1           | 0              |
| Pioneros de Cancún              | 1           | 0              |
| Mineros de Fresnillo            | 1           | 0              |
| Real Zamora                     | 1           | 0              |
| Aguacateros CDU                 | 1           | 0              |
| Alebrijes "B"                   | 1           | 0              |
| Santiago F.C.                   | 1           | 0              |
| Universidad Autónoma de Hidalgo | 0           | 2              |
| Cachorros UANL                  | 0           | 1              |
| Estudiantes Tecos               | 0           | 1              |
| Durango                         | 0           | 1              |
| Selva Cañera                    | 0           | 1              |
| Sahuayo                         | 0           | 1              |
| Orizaba                         | 0           | 1              |
| Club Calor                      | 0           | 1              |

## Copa de campeones de México
Con el regreso de la Copa de la Segunda División de México en la temporada 2013-14, surgió la idea de enfrentar a los dos campeones del ciclo futbolístico en ambas divisiones.
Dicho torneo solo se disputó en una ocasión pues para la temporada 2013-14 el partido nunca se llevó a cabo, por otra parte en la entonces Liga de Nuevos Talentos el trofeo fue entregado en automático a Chivas Rayadas y al América Coapa, ya que ambos equipos ganaron los dos torneos de copa en sus respectivas temporadas.
| Temporada | Campeón de Campeones de la Copa | Global             | Subcampeón de Campeones de la Copa | Campeón de Copa de la LNT                                                             | Global                                                                                | Sucampeón de Copa de la LNT                                                           |
| --------- | ------------------------------- | ------------------ | ---------------------------------- | ------------------------------------------------------------------------------------- | ------------------------------------------------------------------------------------- | ------------------------------------------------------------------------------------- |
| 2013-14   | Cruz Azul (Jasso)               | 1-0                | Indios UACJ                        | Chivas Rayadas fue declarado campeonisimo al ganar ambos torneos apertura y clausura. | Chivas Rayadas fue declarado campeonisimo al ganar ambos torneos apertura y clausura. | Chivas Rayadas fue declarado campeonisimo al ganar ambos torneos apertura y clausura. |
| 2014-15   | Murciélagos                     | Final no realizada | Tecos                              | América Coapa fue declarado campeonisimo al ganar ambos torneos apertura y clausura.  | América Coapa fue declarado campeonisimo al ganar ambos torneos apertura y clausura.  | América Coapa fue declarado campeonisimo al ganar ambos torneos apertura y clausura.  |